# Kajsa Ollongren
Karin Hildur ”Kajsa” Ollongren, född 28 maj 1967 i Leiden i Nederländerna, är en nederländsk politiker med finländska och svenska rötter. Hon blev den 26 oktober 2017 medlem i den nederländska regeringen  under premiärminister Mark Rutte, först som inrikes- och vice statsminister, och sedan 10 januari 2022 som försvarsminister. Dessförinnan hade hon, med början den 6 oktober 2017, varit ordinarie borgmästare i Amsterdam efter den avlidne Eberhard van der Laan, under vars sjuktid hon varit hans ersättare.
Ollongren är dotter till astronomen Alexander Ollongren(en) och hans svenska fru Gunvor Lundgren.[källa behövs] Alexander Ollongren är huvudman för en gren av den finländska adelssläkten Ållongren som gått i rysk tjänst efter freden i Åbo, flyttat till Nederländska Ostindien efter ryska revolutionen och sedan till Nederländerna, där de införlivats i den nederländska adeln.